# Коган Семен Якович
Коган Семен Якович (9 травня 1915, Гадяч — 27.09.1979, Київ) — радянський український оперний співак, тенор, викладач вокалу. Заслужений артист Української РСР (1952).
Навчався в школі ФЗУ міста Костянтинівка.

У 1936 був прийнятий за конкурсом у Капелу бандуристів, де почав знайомитися з музичною грамотою.
В 1938 році був прийнятий до Київської державної консерваторії і одночасно солістом в Оперну студію при консерваторії, на відкритті якої виконав партію Фра-Дияволо в однойменній опері Обера. Навчався у О. М. Брагіна і М. В. Микиші.
З 1939 по 1945 р в РККА. Соліст ансамблю Київського військового округу (надалі Воронезького, Сталінградського, Українського фронтів). Був поранений, нагороджений орденом Червоної Зірки і медалями.
З 1945 по 1961 р — соліст Київського оперного театру, де виконав багато провідних партій класичного репертуару, серед яких можна виділити партії в «Фаусті» Гуно, Герцога в «Ріголетто» і Альфреда в «Травіаті» Верді, Каварадоссі («Тоска») і Пінкертона («Чіо-Чіо-сан») Пуччіні, Хозе в «Кармен» Бізе, Самозванця («Борис Годунов» Мусоргського), Йонтека («Галька» Монюшко) і т. д. Також багато виступав в сучасному репертуарі — операх Ю. Мейтуса, Г. Майбороди. Перший виконавець партії Лизогуба в опері «Богдан Хмельницький» К. Данькевича. Регулярно брав участь в оперних постановках на Українському радіо, записав багато пісень і романсів. Збереглися тільки запис на ювілейну пластинку Зої Гайдай (фірма «Мелодія», 1974), випущений також фірмою «Мелодія» запис опери «Богдан Хмельницький» і кілька романсів.
Після відходу з театру працював старшим музичним редактором Українського Дому грамплатівок, викладав вокал.